# ترافيس جاكسون
ترافيس جاكسون (بالإنجليزية: Travis Jackson)‏ هو لاعب كرة قاعدة أمريكي، ولد في 2 نوفمبر 1903 في والدو في الولايات المتحدة، وتوفي بنفس المكان في 27 يوليو 1987.

## وصلات خارجية
- ترافيس جاكسون على موقع دوري كرة القاعدة الرئيسي (الإنجليزية)
- ترافيس جاكسون على موقعبيزبول رفرنس.كوم (الدوري الرئيسي) (الإنجليزية)
- ترافيس جاكسون على موقعبيزبول رفرنس.كوم (الدوري الثانوي) (الإنجليزية)
- ترافيس جاكسون على موقع جمعية أبحاث البيسبول الأمريكية (الإنجليزية)
- ترافيس جاكسون على موقع إي إس بي إن.كوم (أم.أل.بي) (الإنجليزية)
- ترافيس جاكسون على موقع مشجعي الرسوم البيانية (الإنجليزية)
- ترافيس جاكسون على موقع قاعة مشاهير كرة القاعدة (الإنجليزية)